# 大錦蘭
大錦蘭（学名：Anodendron benthamiana）为夾竹桃科錦蘭屬下的一个种。